# Villa Isabel
La Villa Isabel és un edifici noucentista del municipi de Vallromanes (Vallès Oriental) que forma part de l'Inventari del Patrimoni Arquitectònic de Catalunya.

## Descripció
És un edifici civil, una casa de petites dimensions, a escala reduïda. De base rectangular i sostres plans, amb un cos central més elevat i amb una telada de dues vessants. Té dues portes laterals situades de forma simètrica i un petit balcó semicircular. En el seu interior, encara que molt reduïdes, té les cambres necessàries per ser habitada.
En el seu origen aquesta petita casa fou utilitzada pel servei, les criades. Posteriorment es convertí en casa de joguines per als nens.